# Primelin
Primelin település Franciaországban, Finistère megyében. Lakosainak száma 641 fő (2022. január 1.). Primelin Cléden-Cap-Sizun, Goulien, Plogoff és Audierne községekkel határos.

## Népesség
A település népességének változása:
| Lakosok száma | 1177 | 1023 | 931  | 744  | 729  | 722  | 702  | 657  | 650  | 641  |
|               | 1968 | 1982 | 1990 | 2006 | 2013 | 2015 | 2017 | 2019 | 2020 | 2022 |